# Cyrtodactylus aaroni
Espèce
Cyrtodactylus aaroni est une espèce de geckos de la famille des Gekkonidae.

## Répartition
Cette espèce est endémique des monts Wondiwoi en Nouvelle-Guinée occidentale en Indonésie.

## Description
C'est un gecko insectivore, nocturne et terrestre.

## Étymologie
Cette espèce est nommée en l'honneur de Aaron Matthew Bauer.

## Publication originale
- Günther & Rösler, 2003 "2002" : Eine neue Art der Gattung Cyrtodactylus Gray 1827 aus dem Westen von Neuguinea (Reptilia: Sauria: Gekkonidae). Salamandra, vol. 38, n. 4, p. 195-212.